# أنس بن سيرين الأنصاري
أنس بن سيرين الأنصاري، تابعي وراوي حديث من الثقات، وأخو محمد بن سيرين، مولى أنس بن مالك. روى له الجماعة.

## سيرته
أَنَس بن سيرين الأَنْصارِيّ، أَبُو موسى، وقيل أبو عبد الله، وقيل أبو حمزة البصري، مولى أنس بن مالك، أخو محمد بن سيرين وحفصة بنت سيرين. ولد لسنة أو لسنتين بقيتا من خلافة عثمان بن عفان، ودخل على زيد بن ثابت. ويُقال: إنه لما ولد ذهب به إِلَى أَنَس بْن مالك، فسماه باسمه، وكناه بكنيته، مات سنة 118 هـ، وقيل سنة 120 هـ.

## روايته للحديث النبوي
- روى عن: أنس بن مالك، وجندب بْن سفيان البجلي، وشريح القاضي، وعبد الله بن عباس، وعبد الله بن عمر بن الخطاب، وعبد الحميد بن المنذر بن الجارود، وعبد الملك بْن قتادة بْن ملحان، ويُقال: عَبد المَلِك بْن المنهال، وعميرة بْن يثربي الضبي قاضي البصرة، والقاسم بن محمد بن أبي بكر، ومسروق بن الأجدع، وأخيه معبد بن سيرين، وأبي مجلز لاحق بن حميد، وأبي زيد بْن أخطب الأَنْصارِيّ، وأبي عُبَيدة بْن حذيفة بْن اليمان، وأبي عُبَيدة بْن عَبد الله بْن مسعود.
- روى عنه: أبان بْن يزيد العطار، وأيوب السختياني، وتمام بْن بزيع، وحبيب بْن الشهيد، وحجاج بْن حجاج الباهلي، وحماد بن زيد، وحماد بن سلمة، وحميد الطويل، وخالد الحذاء، وسعد بْن أوس العبدي، وشعبة بن الحجاج، والصلت بن دينار، وعبد الله بن عون، وعبد الملك بْن أَبي سُلَيْمان، وعِمْران القصير، وعوف الأعرابي، ومنصور بن زاذان، والنهاس بن قهم، وهشام بن حسان، وهمام بن يحيى، ويونس بْن عُبَيد، وأبو خزيمة العبدي.[1]
- الجرح والتعديل: وثّقه أبو حاتم الرازي، والنسائي، ويحيى بن معين،[1] وقال محمد بن سعد البغدادي: «ثقة قليل الحديث»، وقال العجلي: «تابعي ثقة»، روى له الجماعة.[2]